# Libertação de Arnhem

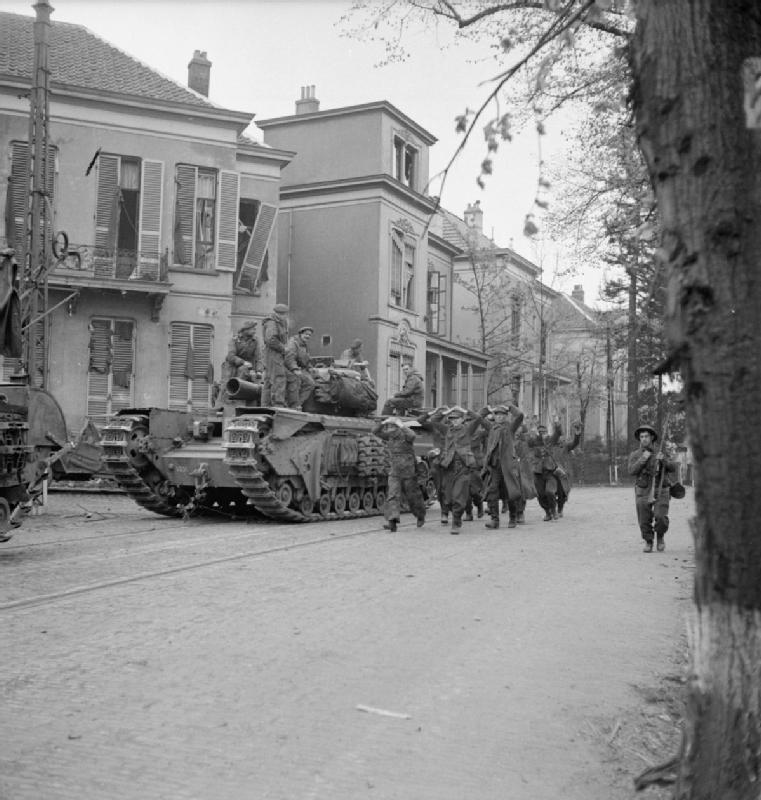
Militares alemães capturados marcham pelas ruas de Arnhem, 1945.

A Operação Anger (também conhecida como Operação Quick Anger) foi uma ofensiva lançada pelos Aliados para capturar a cidade de Arnhem, na Holanda, em abril de 1945, ao final da Segunda Guerra Mundial.